# 라파엘 이리온도
라파엘 이리온도 아우르테네체아(스페인어: Rafael Iriondo Aurtenetxea; 1918년 10월 14일, 바스크 주 게르니카 ~ 2016년 2월 24일, 바스크 주 빌바오)는 스페인의 전 축구 공격수이자 감독이다.
그는 아틀레틱 빌바오와 레알 소시에다드 소속으로 15년을 보내면서 총 285번의 라 리가 경기에 출전해 89골을 기록했다. 그는 축구화를 벗고 나서 감독이 되었고, 아틀레틱 빌바오와 레알 소시에다드의 지휘봉을 모두 잡아본 것을 포함해 30년 가까이 감독 생활을 했다.

## 클럽 경력
이리온도는 비스카이아 도 게르니카 출신으로, 1940년에 아틀레티코 테투안에서 바스크 거함 아틀레틱 빌바오로 이적했다. 그는 1940년 9월 29일, 2-2로 비긴 발렌시아와의 경기에서 라 리가 경기에 처음 출전하였고, 빌바오에서 13년을 보낸 그는 아구스틴 가인사, 호세 루이스 파니소, 그리고 텔모 사라와 함께 역사적인 공격 편대를 구축하여 1942-43 시즌의 리그 우승과 4차례 코파 델 헤네랄리시모 우승에 일조했다.
아틀레틱 소속으로 328 경기에 출전해 115골을 넣은 이리온도는 또다른 바스크 구단인 바라칼도로 1953년에 이적했다. 그러나, 몇 달 후, 그는 레알 소시에다드에 입단해 다시 1부 리그로 복귀했고, 1954-55 시즌이 끝나고 얼마 지나지 않아 은퇴했다.

## 국가대표팀 경력
이리온도는 스페인 국가대표팀 경기에 2번 출전했는데, 두 경기 모두 친선경기로, 그의 첫 출전 경기는 1946년 6월 23일, 마드리드에서 0-1로 패한 아일랜드와의 경기였다. 이 경기는 프란시스코 프랑코가 참관한 첫 국가대표팀 경기였다.
7달 후, 그는 리스본에서 열린 포르투갈과의 경기에서 득점을 올렸으나, 1-4로 패하였다.

## 감독 경력
이리온도는 은퇴 후 바로 감독일을 시작했는데, 세군다 디비시온의 평범한 구단 인다우추는 그가 지휘봉을 잡은 첫 구단이 되었다. 그는 이어서 다른 바스크 구단들의 감독을 맡았는데, 알라베스와 바라칼도의 감독직을 거쳤다.
1968-69 시즌, 이리온도는 아틀레틱 빌바오에 감독으로서 복귀하였는데, 소속 구단은 리그를 11위의 부진한 성적으로 마쳤지만, 그 시즌의 컵 대회를 우승하였다. 그는 1970년대 중반에 다시 빌바오의 지휘봉을 잡아 2년을 꽉 채운 기간 동안 이끌었다. 그 사이, 그는 에스파뇰, 사라고사, 그리고 레알 소시에다드의 감독을 맡았다.
이리온도가 마지막으로 지휘봉을 잡은 구단은 베티스였다: 그는 안달루시아 연고 구단을 이끌고 1976-77 시즌에 코파 델 레이를 우승했으나, 이듬해에 1부 리그에서 강등되는 굴욕도 겪었다. 1980년에 라요 바예카노를 15경기 지휘한 후, 라요도 마찬가지로 강등되었고, 1981-82 시즌에 베티스로 복귀해 1년을 지휘해, 베티스가 1부 리그에서 6위를 차지한 해에 지휘봉을 잡은 세 감독들 중 하나였다.

## 최후
2016년 2월 24일, 이리온도는 빌바오에서 향년 97세로 영면에 들었다.

## 수상

### 선수
아틀레틱 빌바오
- 라 리가: 1942–43
- 코파 델 헤네랄리시모: 1943, 1944, 1944–45, 1949–50
- 코파 에바 두아르테: 1950

### 감독
아틀레틱 빌바오
- 코파 델 헤네랄리시모: 1969[3]

베티스
- 코파 델 레이: 1976–77[8]